# 石見交通
石見交通株式会社（いわみこうつう）は、島根県益田市に本社を置く日本のバス事業者。島根県西部（石見地方）および山口県の一部で乗合バス事業を営むほか、貸切バス事業なども行う。

## 概要
石見地方全域での一般路線バスの運行の他、石見地方の主要都市（益田市・浜田市・大田市）と広島市を結び、陰陽連絡の動脈となっている複数の特急バスを運行している。路線バスにおいては世界遺産に指定された石見銀山の観光客輸送を担っており、一部の路線は石見地方と交流のある山口県萩市北部（旧田万川町・旧須佐町）まで乗り入れる。
永年にわたり阪神電気鉄道が大株主の一つであったが、阪神時代から連結非対象の関連会社の扱いにとどまっていた。阪急・阪神経営統合後は阪急阪神ホールディングス（阪急阪神HD）が阪神の保有株式を承継していた が、2010年3月期の阪急阪神HD決算資料からは石見交通が関連会社である旨の記述がなくなっている。

## 沿革
- 1925年（大正14年）2月13日：益田小河自動車商会として設立。益田 - 高津、益田 - 都茂、益田 - 小川の定期バス運行開始。使用車両はシボレー。
- 1935年（昭和10年）2月：益田自動車株式会社に改組。
- 1942年（昭和17年）12月：戦時統合による島根県当局の指導斡旋により、それまで石見地区に存在した浜田交通や石東交通、およびその他の小企業者が「益田自動車株式会社」を主体として統合することに合意、原則協定成立。
- 1943年（昭和18年）4月：新統合体の本社を益田、支社を浜田及び大田に設けて仮営業開始。
- 1944年（昭和19年）2月3日：石見交通株式会社の設立登記完了（資本金50万円）。
- 1952年（昭和27年）10月：広益線免許。
- 1953年（昭和28年）6月：（出雲）今市線免許（一畑電鉄と相互乗り入れ）。
- 1956年（昭和31年）11月：本社および益田営業所社屋を現在地へ新築移転。
- 1959年（昭和35年）8月：新広浜線免許（広島電鉄と相互乗り入れ）。
- 1959年（昭和35年）10月30日：新広浜線運行開始（広島電鉄と相互乗り入れ）。
- 1962年（昭和37年）5月：資本金を10,500万円へ増資。
- 1968年（昭和43年）3月：タクシー事業を富士タクシー（現：第一交通）へ譲渡し撤退。
- 1971年（昭和46年）4月：ワンマンバス運行系統指定（益田市内、土田、周布線）。
- 1976年（昭和51年）11月：フリーバス制実施。
- 1985年（昭和60年）3月：全線ワンマンバス運行となる。
- 1986年（昭和61年）4月29日 :  新広浜線、戸河内IC以南を広島自動車道・中国自動車道経由に変更し、高速バスに格上げ。
- 1990年（平成2年）3月：夜行高速バス津和野 - 大阪線運行開始（阪神電気鉄道と共同運行）。
- 1991年（平成3年）12月7日：高速広浜線運行開始[4]。（中国JRバス、広島電鉄と共同運行[4]）新広浜線、江津発着を廃止し2往復へ減便。
- 1993年（平成5年）7月：萩線運行開始（防長交通と共同運行）。
- 1994年（平成6年）
  - 4月22日：新広益線に免許[5]。
  - 5月25日：新広益線運行開始[5]。
- 1997年（平成9年）3月：貸切バスの営業区域を島根・山口・広島の3県で免許取得。
- 1999年（平成11年）3月：島根県共通バスカードシステム導入。
- 2002年（平成14年）4月1日：新広浜線から広島電鉄が撤退、石見交通のみの1往復へ減便。貸切バス事業を分社化し株式会社イワミツアーを設立して営業開始（島根20両、広島10両、山口12両）。
- 2003年（平成15年）
  - 4月1日：中国JRバスの島根県・広島県（一部）の一般路線撤退に伴い、4路線（赤名線、川本線、川本北線、瑞穂線）を譲受。あわせて中国JRバス赤名支所・川本支所・矢上在勤の施設を譲り受け、大田営業所傘下の車庫（操車場）とする。
  - 11月1日：全車両にLED式行先表示器・音声合成放送装置を取付完了。
- 2005年（平成17年）10月3日：益田市生活バスを指定管理者として受託し運行開始。
- 2007年（平成19年）10月1日：大田今市線を口田儀の越堂までに短縮、同日より波根線として変更の上で増便。
- 2009年（平成21年）3月：石見銀山路線にハイブリッド電気バスを導入。
- 2010年（平成22年）8月2日：いさりび号（浜田 - 広島線）の当社担当車両便に、交通系ICカードPASPYを導入。いさりび号全便でPASPYが利用可能となる。
- 2011年（平成23年）4月1日：新広浜線廃止。浄光寺・美又線及び波佐線廃止（代替として浜田市営バス金城路線が運行開始）。長見弥栄線廃止（代替として浜田市営バス弥栄野原路線が運行開始）。川本線（石見川本 - 三坂口）から撤退、邑南町営バスへ引き継ぐ。津和野営業所を廃止。石見銀山世界遺産センターの指定管理者となる。
- 2012年（平成24年）6月：石見銀山「仙の山ツアー」路線に電気バス（11人乗り）配備、6月～8月運行。
- 2015年（平成27年）1月30日：東京線を廃止。
- 2016年（平成28年）4月1日 : 瑞穂線の石見今市～瑞穂インター間廃止（代替として浜田市営バス旭路線瑞穂線が運行開始）。瑞穂線は今市線に名称変更。
- 2018年（平成30年）4月1日：三江線廃止に伴い、廃止代替バスとして江津川本線を営業開始。
- 2020年（令和2年）
  - 9月30日：真砂線を廃止。
  - 12月15日：今市線（浜田市）、櫟田原線廃止（代替として浜田市営バス旭浜田路線、浜田路線が運行開始）。今市線の廃止により、旧旭町内は高速路線（いさりび号）のみの運行となる。
- 2022年（令和4年）1月11日：夜行高速バス 津和野大阪線「津和野エクスプレス」を同日出発便より当面の間運休とする[6]。
- 2023年（令和5年）
  - 3月22日：交通系ICカード「ICOCA」を導入、交通系ICカード全国相互利用サービス対応カードが利用可能となる[7][8]。同時にいさりび号の当社担当便におけるPASPYのサービスを終了[9][10]。
  - 7月31日：島根県共通バスカードの販売を終了。
- 2024年（令和6年）
  - 3月31日：有福線廃止（代替として浜田市営バス有福線、江津市生活バス江津有福線が運行開始）。
- 2025年（令和7年）
  - 3月16日：匹見線・梅月線・種線を廃止。
  - 3月31日：島根県共通バスカードの利用を終了（払い戻しは2026年3月31日まで）[8]

## 各営業所（車庫）所在地
- 本社・益田営業所
  - 島根県益田市幸町2番63号
- 益田営業所益田駅前案内所
  - 島根県益田市駅前町18-8
- 益田営業所宇津川車庫
  - 島根県益田市美都町宇津川ロ703-1
- 益田営業所津和野案内所
  - 島根県鹿足郡津和野町後田鉄砲町イ49番地11
- 益田営業所津和野車庫
  - 島根県鹿足郡津和野町後田イ25-1
- 浜田営業所
  - 島根県浜田市治和町ハ12番地
- 浜田営業所浜田駅前案内所
  - 島根県浜田市浅井町63-4
- 浜田営業所弥栄車庫
  - 島根県浜田市弥栄町長安本郷532-6
- 浜田営業所波佐車庫
  - 島根県浜田市金城町波佐イ410-6
- 浜田営業所江津案内所
  - 島根県江津市江津町1016-41
- 浜田営業所江津車庫
  - 島根県江津市都野津町2376番地
- 浜田営業所川本車庫
  - 島根県邑智郡川本町多田26-1
- 浜田営業所温泉津車庫
  - 島根県大田市温泉津町温泉津
- 大田営業所
  - 島根県大田市大田町大田字大沢イ701番地3
- 大田営業所大家車庫
  - 島根県大田市大代町大家下市1284
- 大田営業所大家回転場車庫
  - 島根県大田市大代町大家上市1499
- 大田営業所三瓶車庫
  - 島根県大田市三瓶町志学ロ864-3
- 大田営業所九日市車庫
  - 島根県邑智郡美郷町九日市327

## 主なターミナル
益田の古くからの市街地は、本社前 - 益田医光寺の区間にあり、益田駅から東に離れているため、益田地区の各路線が集中する。
- 益田医光寺
- 石見交通本社前
- 益田駅
- 石見空港
- 津和野駅
- 浜田駅
- 浜田周布
- 江津駅
- 旧石見川本駅
- 大田市駅
- 大田バスセンター
- 大田市立病院

## 路線

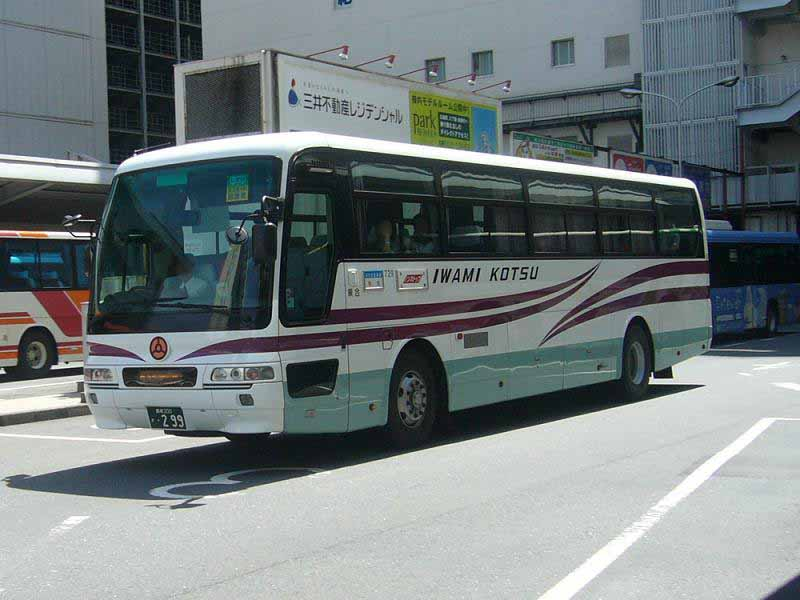
高速バス浜田線「いさりび号」用車両

### 高速バス
詳細な運行案内は#外部リンクの石見交通サイトを参照のこと、〈 〉内は共同運行会社。
- 津和野エクスプレス・サラダエクスプレス 〈阪神バス〉
  - 津和野駅前 - 益田駅前 - 浜田駅前 - 神戸三宮 - 阪急三番街 - ハービスOSAKA
- いさりび号（高速広浜線）〈JRバス中国〉
  - 浜田駅 - 広島バスセンター - 広島駅新幹線口
- 新広益線
  - 益田駅前 - 益田医光寺 - 美都温泉入口 - 出合原 - 戸河内落合 - 戸河内ICバスセンター - 広島バスセンター - 広島駅新幹線口
- 石見銀山号 〈イワミツアー〉
  - 大田バスセンター - 大森 - 石見川本 - 田所 - 広島バスセンター - 広島駅新幹線口
- 清流ライン高津川号（広益線）
  - 石見交通本社前 - 益田駅前 - 日原（道の駅） - 六日市 - 広島バスセンター - 広島駅新幹線口

### 一般路線バス

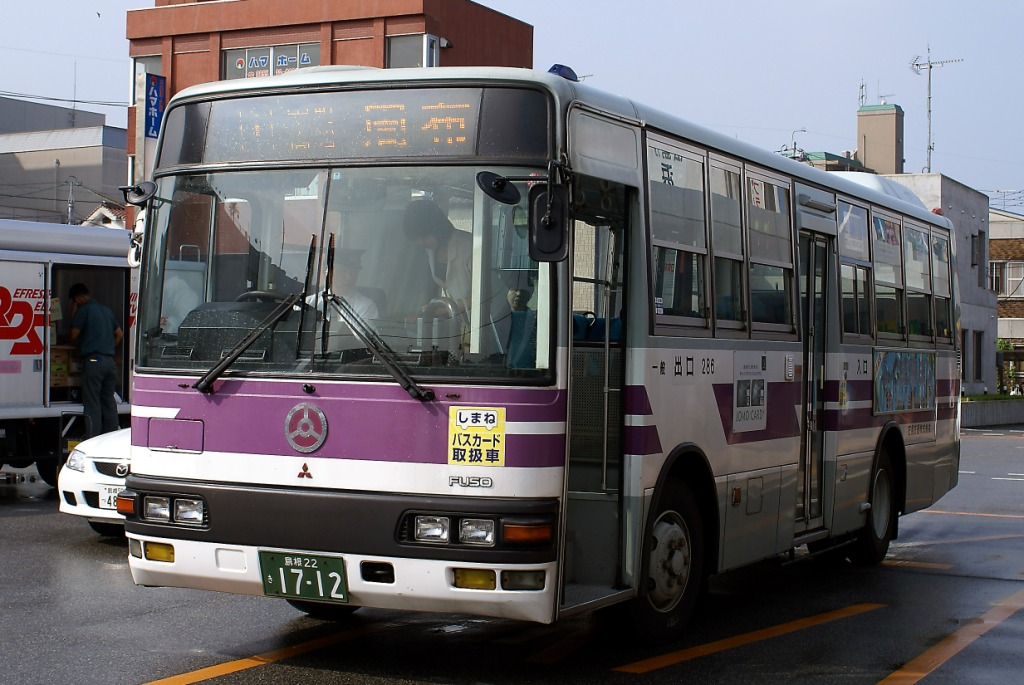
路線バス（三菱ふそう・エアロミディMK）

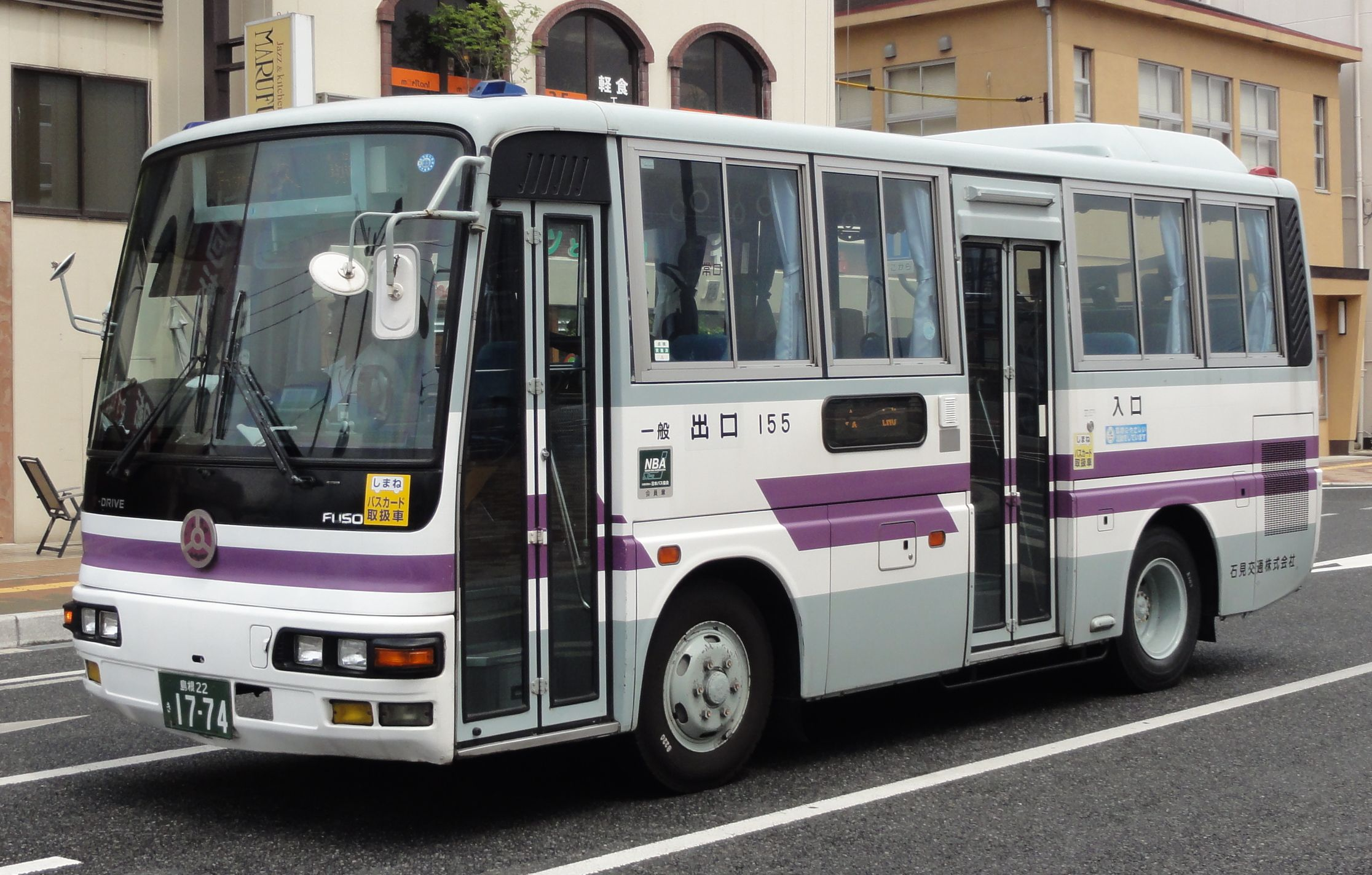
路線バス（三菱ふそう・エアロミディMJ）

詳細な運行案内は#外部リンクの石見交通サイトを参照のこと。
（停留所名）は一部の便のみ停車。〈停留所名/停留所名〉はどちらかを経由。

#### 益田営業所管内
二条線
- < 医師会病院 - イオン前 - 日赤病院 / 医光寺前 - 石見交通本社前 > - グラントワ前 - 益田駅前 - 須子 - 高津 - 五反田 - 松原 - 中西小学校前 - 川登別道 - 城九朗 - 美濃地 - 二条 - 堺 - 小島

小浜江崎線
- 医光寺前 - 石見交通本社前 - グラントワ前 - 益田駅前 - （日赤病院 - 吉田小学校前） - 中吉田口 - ゆめタウン前 - 緑ヶ丘・卸団地前 - 持石海岸 - 喜阿弥 - 宮田 - 飯浦 - （田万川温泉） - 江崎本町 - 江崎港 - 三原 - 須佐駅前

蟠竜湖線
- 医光寺前 - < 益田高校前 - 多田温泉入口 / 石見交通本社前 > - グラントワ前 - 益田駅前 - 須子 - 高津 -  < ゆめタウン前 / ← 緑ヶ丘 ←  > - 緑ヶ丘・卸団地前 - < 蟠竜湖 - 松ヶ丘病院 / 持石海岸 >
  - 緑ヶ丘を経由するのは松ヶ丘病院・持石海岸発の一部便のみ。
- < 原浜団地 - 久城団地 / 久城 - 久城団地 / 医師会病院 > - イオン前　益田駅前 - < 須子 - 高津 / 中吉田口 > - < ゆめタウン前 / ← 緑ヶ丘 ←  > - 緑ヶ丘・卸団地前 - 蟠竜湖 - 松ヶ丘病院
  - 緑ヶ丘を経由するのは松ヶ丘病院発の一部便のみ。
  - 原浜団地・久城発着便は中吉田口経由。

石見空港線
- 益田駅前 - 労働会館前 - 中吉田口 - 緑ヶ丘・卸団地前 - 萩・石見空港
  - 上記停留所以外は通過。

津和野線
- 医光寺前 - 石見交通本社前 - グラントワ前 - 益田駅前 - 須子 - 花ヶ瀬 - 匹見口 - 横田駅前 - 三星 - 下青原 - 青原駅前 - 池村 - 口屋橋 - 日原 - 日原診療所 - 日原駅前 - 野広橋 - 津和野駅前 - 鷗外旧居前 - 津和野温泉

津和野町内線
- 野広橋 - 耕田 - 津和野駅前 - 殿町 - 郷土館 - 森 - 鷗外旧居前 - 鷲原 - 津和野温泉

横田線
- 医光寺前 - < 益田高校前 - 多田温泉入口 / 石見交通本社前 > - グラントワ前 - 須子 - （明見団地） - 花ヶ瀬 - 大境・県立養護学校前 - 匹見口 - 横田駅前 - < 向横田 - ファクトリーパーク / 三星 >
- 医師会病院 - イオン前 - 日赤病院 - 益田駅前 - 須子 - （明見団地） - 花ヶ瀬 - 大境・県立養護学校前 - 匹見口 - 横田駅前 - 向横田 - ファクトリーパーク

大塚線
- 医光寺前 - < 益田高校前 - 多田温泉入口 / 石見交通本社前 > - グラントワ前 - 益田駅前 - < 日赤病院 - イオン前 - 中吉田東 - 中吉田 - 中吉田北 / 中吉田口 > - 中ノ島上 - 中ノ島 - たかせ内科前 - 大塚 - 中須 - たかせ内科前 - 中ノ島 - 中ノ島上 - < 中吉田北 - 中吉田 - 中吉田東 - イオン前 - 日赤病院 / 中吉田口 > - 益田駅前 - グラントワ前 - < 石見交通本社前 / 多田温泉入口 - 益田高校前 > - 医光寺前

久城線
- 医光寺前 - < 益田高校前 - 多田温泉入口 / 石見交通本社前 > - グラントワ前 - 益田駅前 - あけぼの西町 - 日赤病院 - イオン前 - 久城南 - スクモ塚 - 久城団地 - < 久城 / 原浜団地 >
- 松ヶ丘病院 - 蟠竜湖 - ゆめタウン前 - 益田駅前 - あけぼの西町 - 日赤病院 - イオン前 - 久城南 - スクモ塚 - 久城団地 - < 久城 / 原浜団地 >

都茂線
- 益田駅前 - グラントワ前 - < 多田温泉入口 - 益田高校前 / 石見交通本社前 > - 医光寺前 - 豊川 - （久々茂中） - 久々茂 - 笹倉出合 - （うるし原 - 笹倉出合） - 東仙道 - 久保坂 - 葛籠口 - 美都総合支所 - 丸茂 - 二川
- 石見交通本社前 - 益田駅前 - グラントワ前 - 日赤病院 - イオン南口 - 医光寺前 - 豊川 - （久々茂中） - 久々茂 - 笹倉出合 - 東仙道 - 久保坂 - 葛籠口 - 美都総合支所 - 丸茂 - 二川
- 二川 - 板井川

土田線
- 益田駅前 - < グラントワ前 - 石見交通本社前 - 片山 - 双葉 / グラントワ前 - 多田温泉入口 - 益田高校前 - 片山 - 双葉 / 吉田小学校前 - 新双葉 / 日赤病院 - イオン前 - 新双葉 > - （医師会病院） - 下遠田 - 津田 - 木部 - 鎌手駅前 - 土田 - 金山口 - 宮ヶ迫

浜田益田線
- 石見交通本社前 - グラントワ前 - 益田駅前 - 日赤病院 - 新双葉 - 下遠田 - 津田 - 木部 - 鎌手駅前 - 土田 - 金山口 - 山根病院三隅分院 - 三隅 - 折居駅 - 周布 - 周布汐入 - 国道熱田 - 国道福井 - 浜田原町 - 合同庁舎前 - 殿町 - 田町 - 浜田駅前
- 益田駅前 - グラントワ前 - 多田温泉入口 - 益田高校前 - 片山 - 双葉 - 下遠田 - 津田 - 木部 - 鎌手駅前 - 土田 - 金山口 - 山根病院三隅分院 - 三隅

#### 浜田営業所管内
周布線
県道を経由するルート（商港口経由）と国道9号線を経由するルートに大別される。
- 商港口経由
  - 浜田駅前 - 田町 - <合同庁舎前/栄町> - 浜田原町 - 熱田 - 中長浜 - 商港口 - 周布 → （折居駅）
    - 周布江津線、浜田益田線の一部区間と重複する。
    - 折居駅行きは浜田駅前発の夕方1本のみ。浜田第三中学校学休日は周布から折居駅までの区間は運休。
- 9号線経由
  - 浜田駅前 - <浜田市役所前/上朝日町 - 杉戸町 - 新町> - 殿町 - 合同庁舎前 - 浜田原町 - 国道熱田 - 春日団地口 - 周布
    - 波佐線、今市線、弥栄線、櫟田原線、浜田益田線の一部区間と重複する。

浜田益田線
- 浜田駅前 - 田町 - 殿町 - 合同庁舎前 - 浜田原町 - 国道福井 - 国道熱田 - 周布汐入 - 周布 - 折居駅 - 三隅 - 山根病院三隅分院 - 金山口 - 土田 - 鎌手駅前 - 津田 - 下遠田 - 新双葉 - 日赤病院 - 益田駅前 - グラントワ前 - 石見交通本社前
- 浜田駅前 - 田町 - 殿町 - 合同庁舎前 - 浜田原町 - 熱田 - 中長浜 - 商港口 - 周布汐入 - 周布 - 折居駅 - 三隅

弥栄線
- 浜田駅前 - 田町 - 殿町 - 栄町 - 浜田原町 - 国道熱田 - 本郷橋 - 下松本 - 一の瀬 - 鍋石 - 野坂 - 下木都賀 - 弥栄支所

浜田市内循環線
- 浜田駅前 → 新中芝橋 → 黒川町 → 黒川大橋 → 水源池前 → 中芝橋 → 上朝日町 → 竹迫町 → 杉戸町 → 新町 → 栄町 → 広小路 → 大辻町 → 合同庁舎前 → 会議所前 → 殿町 → 浜田市役所前 → 田町 → 医療センター前 → 浅井五町内 → 浅井 → （緑ヶ丘団地） → グランド前 → 浜田駅前

長沢・瀬戸ヶ島線
- 長沢局前 → 長沢神社下 → 黒川町 → 新中芝橋 → 浜田駅前 → 田町 → 殿町 → 栄町 → 合同庁舎前 → 瀬戸ヶ島 → 合同庁舎前 → 栄町 → 殿町 → 新町 → 杉戸町 → 上朝日町 → 中芝橋 → 黒川町 → 新中芝橋 → 浜田駅前 → グランド前 → 長沢局前 → 長沢神社下

大学線
- 県立大学 → いわみーる → （免許センター） → 竹迫団地 → 竹迫町 → （合同庁舎前） → 殿町 → 浜田駅前 → 上朝日町 → 竹迫町 → （免許センター） → いわみーる → 県立大学
  - 片方向のみ運転
  - 土曜、日曜、祝日及び年末年始は免許センターを経由しない。
  - 合同庁舎前を経由するのは夜間の2本のみ。
- 県立大学 - いわみーる - （免許センター） - 竹迫団地 - 竹迫町 - 上朝日町 - 浜田駅前
  - 土曜、日曜、祝日及び年末年始は免許センターを経由しない。

周布江津線
- 周布 - 商港口 - 熱田 - 浜田原町 - 合同庁舎前 - 殿町 - 浜田駅前 - 下府駅口 - 千畳苑口 - 久代 - アクアス前 - 波子 - （敬川沖田クリニック） - 敬川駅前 - 都野津 - 和木 - 江津市役所前 - 済生会病院 - 江津駅前 - （塩田 - 浅利駅口 - 道の駅サンピコ - 温泉津駅前 - 温泉津温泉口）
  - 温泉津温泉口発は朝方1本、温泉津温泉口行きは夕方1本のみ

江津川本線
- （江津高校前） - 済生会病院 - 江津市役所前 - 江津駅前 - 川平 - 川戸 - 川越 - 鹿賀 - 道の駅かわもと - 石見川本
  - JR三江線廃止に伴う新路線。同時に川戸線（後述）を統合した。江津高校前は一部の便のみ経由。

波佐線
- 周布 - 春日団地口 - 国道熱田 - 合同庁舎前 - 殿町 - 杉戸町 - 浜田駅前 - 黒川町 - <辻堂 - 両間 - 七条（国道）/　河内 - 長見口 - 伊木 - 七条（旧道）> - 金城支所前 - 金城中学校前 - きんたの森 - 小国橋 - （柚根） - 波佐 - 東谷下
- 浜田駅前 → 黒川町 → 河内 → 長見口 → 伊木 → 七条（旧道） → 金城支所前 → 金城中学校前 → 今福
  - 朝方1本のみ。金城中学校前から今福は日曜・祝日運休。

江津市内線
- 済生会病院 - 江津市役所前 - 江津駅前 - 大橋東詰 - 渡津 - 整肢学園前 - 嘉戸塩田口

#### 大田営業所管内
波積線
- 済生会病院 - 江津駅前 - 塩田 - 浅利駅口 - 中都治 - 波積 - 元井田 - 大家回転場 - 大家

川本線
- 大田バスセンター - 大田市駅 - 大田市立病院前 - 大森代官所跡 - （世界遺産センター） - 瀬戸口 - 柿木原口 - 石見川本

大森・大家線
- 大田バスセンター - 大田市駅 - 本町 - 大田市立病院前 - 行恒 - 久利 - 大森代官所跡 - （世界遺産センター） - 福原口 - 横谷口 - 大家 - 大家回転場 - 川上

大田・江津線
- 大田市立病院前 - 大田バスセンター - イオンタウン大田 - 静間平口 - 新逢浜橋 - 大浦西口 - < 宅野港前 / 宅野口 > - 仁万駅前 - 湯里駅前 - 温泉津駅前 - 道の駅サンピコ - 浅利駅口 - 塩田 - 江津駅前 - 済生会病院

大屋線
- 大田バスセンター - 大田市立病院前 - 行恒 - 松代 - 久利 - 大屋まちセン前 - 大屋

大田市内・和江線
- 左回り
  - 大田バスセンター → 集合庁舎前 → イオンタウン大田 → 山崎公園入口 → 本町 → 大田市立病院前 → 本町 → 大田高校前 → 大田市駅 → 大田バスセンター → 大田自動車学校前 → 和江 → 和江漁港
- 右回り
  - 和江漁港 → 和江 → 大田自動車学校前 → 大田バスセンター → 大田市駅 → 大田高校前 → 本町 → 大田市立病院前 → 本町 → 山崎公園入口 → イオンタウン大田 → 集合庁舎前 → 大田バスセンター

粕渕線
- 大田バスセンター - 大田市駅 - 大田市立病院前 - 川合 - 君谷別府 - 美郷町役場前 - ゴールデンユートピアおおち - 粕渕駅前 - 浜原駅前 - 九日市 - （酒谷）
  - 酒谷は一部の便のみ経由。

三瓶線
- 大田バスセンター - 大田市駅 - 本町 - （大田市立病院前） - 川合 - 一丁田 - 新池田 - 池ノ原 - 定の松 - 三瓶温泉 - 温泉下の町 - 東の原 - 青少年交流の家

波根線
- 大田バスセンター - 大田市立病院前 - 大田二中 - 沢田 - 大原 - 波根灘町 - 朝波小学校 - 朝山支所前 - 越堂

山口線
- 大田バスセンター - 神田橋 - 出口 - 三瓶ダム - 多根 - 北三瓶口 - 山口 - 藤木谷口 - 矢城橋 - 佐津目分校跡

富山線
- 大田市立病院前 - 大田バスセンター - 大田二中 - 旧家畜市場前 - 朝波小学校 - 朝倉神社前 - 下畑 - 富山農協前

仁万線
- 仁万駅前 - 仁摩支所前 - 大国 - 大森代官所跡 - 大森 - 世界遺産センター
  - 大森代官所跡 - 大森 - 世界遺産センター間のシャトル便あり。

### 廃止・撤退路線
- 新広浜線（周布 - 広島駅新幹線口）
- 周布 - 周布汐入 - 国道長浜 - 国道熱田 - 浜田原町 - 合同庁舎前 - 殿町 - 田町 - 浜田駅前 - 上朝日町 - 竹迫団地 - 十文字原 - 長見 - 梨木峠 - 弥栄支所
  - 2011年3月末をもって運行終了。浜田市営バスが一部の運行を引継いだ。
- 周布 - 周布汐入 - 商港口 - 中長浜 - 熱田 - 浜田原町 - 栄町 - 殿町 - 田町 - 浜田駅前 - 新中芝橋 - 医療センター前 - 三宮橋 - 河内 - 伊木 - 七条 - 金城支所前 - 金城中学校前 - 今福 - （浄光寺前） - 美又口 - 美又温泉 - 追原
  - 2011年3月末をもって運行終了。浜田市営バスが一部の運行を引継いだ。
- 今市 - 都川 - 市木 - 瑞穂インター入口 - 瑞穂インター
  - 2011年3月末をもって運行終了。浜田市営バスが一部の運行を引継いだ。
- 済生会病院 - 江津駅前 - 岩貝 - 中長田 - 太田 - 森原 - 上八神 - 下河戸 - 松川市 - 川平駅口 - 中長良 - 上長良 - 日浦 - 下の原 - 桜江大橋 - 川戸駅
  - 2018年3月末をもって運行終了。JR三江線廃止に伴う代替バスとして、江津川本線が開業したことに伴い、同線と統合された。
- 川本駅 - 川本中学校前 - 因原インフォメーションセンター - 皆井田 - 石見中野 - 邑智病院 - 矢上 - 邑智病院 - 石見中野 - 石見井原 - 馬野原口 - 田所道の駅 - 小河内 - 三坂口
  - 2011年3月末をもって運行終了。邑南町営バスが運行を引継いだ。
- 川本駅 - 川本中学校前 - 因原インフォメーションセンター - 皆井田 - 石見井原 - 石見中野 - 邑智病院 - 矢上
  - 2011年3月末をもって運行終了。邑南町営バスが運行を引継いだ。
- いわみエクスプレス 〈中国JRバス〉
  - 津和野駅 - 新宿駅 - 東京駅 - 新木場駅
  - 2015年1月30日の運行をもって撤退。以降は中国JRバスの単独運行[11]。

真砂線
- 益田駅前 - グラントワ前 - < 多田温泉入口 - 益田高校前 / 石見交通本社前 > - 医光寺前 - 豊川 - （久々茂中） - 久々茂 - 笹倉出合 - うるし原 - 馬谷 - 下波田 - 真砂
- 石見交通本社前 - 益田駅前 - グラントワ前 - 日赤病院 - イオン南口 - 医光寺前 - 豊川 - （久々茂中） - 久々茂 - 笹倉出合 - うるし原 - 馬谷 - 下波田 - 真砂
  - 真砂線は2020年9月30日に廃止。翌日より久々茂中以東が益田市乗合タクシー（美都）に代替。

今市線
- 周布 - 春日団地口 - 国道熱田 - 合同庁舎前 - 殿町 - 浜田市役所前 - 浜田駅前 - 黒川町 - 後野小学校前 - 両間口 - 下佐野 - 今福 - 美又口 - 丸原 - 旭インター入口 - 今市
  - 今市線は2020年12月15日に廃止。翌日より浜田駅前 - 今市間は浜田市営バスに代替。

櫟田原（いちいたばら）線
- （黒川町） ← 浜田駅前 - 田町 - 栄町 - 浜田原町 - 国道熱田 - 本郷橋 - 牛谷 - 田橋 - 上櫟田原
  - 黒川町行きは上櫟田原発の朝方1本のみ。県体前と一中前を経由する。
    - 櫟田原線は2020年12月15日に廃止。翌日より本郷橋 - 上櫟田原間は浜田市営バスに代替。

有福線
- 周布 - 商港口 - 熱田 - 浜田原町 - 栄町 - 浜田駅前 - 上府 - 宇野 - 有福温泉 - 跡市 - 羽代口 - 都野津駅前 - 和木 - 済生会病院 - 江津駅前 - （大橋東詰 - 渡津 - 整肢学園前 - 嘉戸塩田口）
  - 2024年3月末をもって運行終了。翌日よりはまだお魚市場入口・浜田駅前 - 有福温泉間は浜田市営バス、有福温泉 - 江津駅前間は江津市生活バスに代替。

#### 匹見線
- 医光寺前 - 石見交通本社前 - グラントワ前 - 益田駅前 - 須子 - 花ヶ瀬 - 匹見口 - 中原 - 柿原 - 大津 - 澄川 - 広瀬 - 匹見上 - 匹見峡温泉 （ - 裏匹見峡）
  - 匹見峡温泉 - 裏匹見峡間は医4月26日 - 5月5日、8月1日 - 8月15日、10月27日 - 11月5日のみ運行。2025年3月16日廃止

#### 種線
- 益田駅前 - グラントワ前 - 石見交通本社前 - 片山 - 旭ヶ丘団地 - （黒石公民館前 - 医師会病院） - 黒石 - 北仙道 - （ → 東陽中学校前 → ） - （赤雁の里 - 赤雁） - 種公民館 - 種 - 種上
  - 東陽中学校前は益田駅前発夕方1本のみ経由。2025年3月16日廃止

#### 梅月線
- （医光寺前） -  石見交通本社前 - グラントワ前 - 益田駅前 - 須子 - 明見団地 - 角井 - 本俣賀 - 梅月 - 西益田小学校前 2025年3月16日廃止 [12]

## 車両
車両は高速路線向けの大型車、一般路線向けの中型車と小型車を導入している。
大型車は三菱ふそう製のエアロバス及びエアロエースを導入していたが、近年はいすゞ・ガーラ（2代目）に切り替えられている。
中型車は、三菱ふそう・エアロミディMKおよび三菱ふそう・エアロミディMJを導入していたが、同車種の生産終了により、いすゞ・エルガミオに切り替えられている。
小型車はノンステップバスの三菱ふそう・エアロミディMEを導入していたが、同車種の生産終了により、日野・ポンチョ（2代目、ショートボディ）への置き換えが進んでいる。

## 関連企業
- 株式会社イワミツアー（貸切旅客運送事業）
- 株式会社石見観光（旅行業）
- 株式会社石見交通企画（広告業）
- 株式会社石見エアサービス（航空代理店業）
- 株式会社石見エネパワー（プロパンガス供給、旧社名：株式会社石見ガスセンター）
- 石見交通商事株式会社（ガソリンスタンド運営・JX日鉱日石エネルギー特約店）
- 石見観光開発株式会社（大田バスセンター内の店舗運営等）